# Kulm, Glanegg
Kulm je naselje v Občini Glanegg v Okraju Trg na Koroškem v Avstriji.